# Dicranomyia (Doaneomyia) pampangensis pampangensis
Dicranomyia (Doaneomyia) pampangensis pampangensis is een ondersoort van de tweevleugelige Dicranomyia (Doaneomyia) pampangensis uit de familie steltmuggen (Limoniidae). De ondersoort komt voor in het Oriëntaals gebied.